# Tour della nazionale maschile di rugby a 15 della Scozia 1993
Tra le edizioni del 1991 e del 1995 della coppa del mondo di rugby, la nazionale di rugby XV della Scozia si è recata più volte in Tour.

## Nel Sud Pacifico
Nel 1993 si reca in tour nel sud pacifico. La Scozia è una nazionale sperimentale (senza riconoscimento del "cap" ufficiale ai giocatori), visto che i migliori giocatori sono impegnati nel tour dei Lions.
Portano comunque a casa vittorie con Figi (14-7) e (21-10), Tonga (23-5) e cedono solo alle fortissime Samoa (11-28)
| Arbitro: | Brian Kinsey |

|           |      |             |
| Kunaqio   | mt   | Kerr        |
| I.Saukuru | tr   |             |
|           | c.p. | Donaldson 3 |

| Arbitro: | Wayne Erickson |

|      |      |                                       |
|      | mt   | Greciam, A. Nicol 2 Hogg 3, Wallace 2 |
|      | tr   | Grecian 4                             |
| Dreu | c.p. | Grecian                               |

| Arbitro: | Brian Kinsey |

| |            | |
| Rokowailoa | mt         | Hay, Logan |
| Serevi | tr         | Donaldson |
| Serevi | c.p.       | Donaldson 3 |
| 15.Tevita Vonolagi, 14.Aisea Komaitai, 13.Viliame Rauluni, 12.Esala Nauga, 11.Tomasi Lovo, 10.Willie Rokowailoa, 9.Waisale Serevi, 8.Eparama Tuivunivono, 7.Sakeasi Vonalagi, 6.Ifereimi Tawake, 5.Aisake Nadolo, 4.Pita Naruma, 3.Ilisoni Naituku, 2.Alipate Rabitu, 1.Mosese Taga (cap.) - Sostituti: Alfi Mocelutu Vuivau | Formazioni | 15.Kenny Logan, 14.Nick Grecian, 13.Ian Jardine, 12.Scott Nichol, 11.Mark Moncrieff, 10.Ally Donaldson, 9.Andy Nicol (cap.), 8.Doddie Weir, 7.Ian Smith, 6.Dave McIvor, 5.Robb Scott, 4.Chris Gray, 3.Steve Ferguson, 2.Jim Hay, 1.Gary Isaac |

| Arbitro: | T.Marshall |

|            |      |             |
| E.Tulikaki | mt   | Hay, Logan  |
|            | tr   | Donaldson   |
|            | c.p. | Donaldosn 3 |

| Arbitro: | Lindsay McLachlan |

| |            | |
| Lavaka | mt         | Logan, Weir meta tecnica |
| | tr         | Townsend |
| | c.p.       | Townsend 2 |
| 15.Isi Tapueluelu, 14.Afu Uasi, 13.Tavake Tuineau, 12.Manu Lavaka, 11.Tevita Va'enuku, 10.Elisi Vunipola, 9.A. Tulikaki, 8.Martin Manukia (cap.), 7.Feleti Fakaongo, 6.Ipolito Fenukitau, 5.Isi Fatani, 4.Teutau Loto'ahea, 3.Edwin Talakai, 2.Fololisi Masila, 1.Valita Moa - Sostituti: Leha'uli Fotu, Tevita Lavaki, Manu Vunipola | Formazioni | 15.Craig Redpath, 14.Mark Moncrieff, 13.Scott Nichol, 12.Ian Jardine, 11.Kenny Logan, 10.Gregor Townsend, 9.Andy Nicol (cap.), 8.Doddie Weir, 7.Ian Smith, 6.Dave McIvor, 5.Robb Scott, 4.Chris Gray, 3.Steve Ferguson, 2.Jim Hay, 1.Gary Isaac - Sostituti: Carl Hogg, Douglas Wyllie, Grant Wilson |

| Arbitro: | T.Marshall |

|            |      |                                        |
| P. Paulo   | mt   | Gray, Kerr meta tecnica, A. Nicol Weir |
|            | tr   | Donaldson                              |
| A. Laupepe | c.p. | Donaldson                              |
|            | drop | Willye                                 |

| Arbitro: | Lindsay McLachlan |

| |            | |
| D.Kaleopa, Vaega Lima | mt         | A.Nicol |
| Kellett 2 | tr         | |
| Kellett 3 | c.p.       | Townsend 2 |
| 15.A.Aiolupo14.L.Koko 13.T.Vaega 12.A. Ieremia 11.B.Lima 10.D.Kellett 9.J.Tonu'u 8.D.Kaleopa 7.M.Iupeli 6.S.Vaifale 5.L.Falaniko 4.P.Leavasa 3.A.Leu'u 2.T.Laesamaivao 1.P.Fatialofa - Sostituti: S.To'omalatai, J:Schuster | Formazioni | 15.Grecian 14.Moncrieff 13.S.Nicol 12.Jardine11.Logan 10.Townsend 9.A.Nicol 8.Weir7 .Smith 6.McIvor 5.Scott 4.Munro 3.Ferguson 2.Hay 1.Isaac - Sostituti: Corcoran, Macdonald |

## In Italia
| Arbitro: | Roelands |

|                                         |      |                               |
| 11', 20', 25', 44', 57' e 60' Domínguez | c.p. | 17', 26', 37', 46' e 54' Dods |